# 保羅·米歇爾
保羅·米歇爾（英語：Paul Mitchell；1956年11月14日—2021年8月15日）是美國密歇根州的一位政治家。2016年，他當選為密歇根第10國會選區的美國眾議院議員。2020年12月14日，退出共和黨成為無黨籍人士。他是羅斯醫學教育中心的所有者。他已經結婚並有六個孩子。